# Neperemojne, Sofiivka
Neperemojne (în ucraineană Непереможне) este un sat în comuna Mîkolaiivka din raionul Sofiivka, regiunea Dnipropetrovsk, Ucraina.

## Demografie
Componența lingvistică a localității Neperemojne
     Ucraineană (96,83%)
     Română (3,17%)
Conform recensământului din 2001, majoritatea populației localității Neperemojne era vorbitoare de ucraineană (96,83%), existând în minoritate și vorbitori de română (3,17%).